# Mắt biếc (tiểu thuyết)
Mắt biếc là tiểu thuyết của nhà văn Nguyễn Nhật Ánh trong loạt truyện viết về tình yêu thanh thiếu niên của tác giả này cùng với Thằng quỷ nhỏ, Cô gái đến từ hôm qua... Đây được xem là một trong những tác phẩm tiêu biểu của Nguyễn Nhật Ánh, từng được dịch giả Kato Sakae dịch để giới thiệu với độc giả Nhật Bản với tựa đề Tsuburana hitomi (つぶらな瞳).
Tác phẩm này được chuyển thể thành phim Mắt biếc do Victor Vũ làm đạo diễn, khởi chiếu chính thức vào ngày 20 tháng 12 năm 2019.

## Nội dung
Mắt biếc kể về cuộc đời của nhân vật chính tên Ngạn. Ngạn sinh ra và lớn lên ở một ngôi làng tên là làng Đo Đo (thuộc xã Bình Quế, huyện Thăng Bình, tỉnh Quảng Nam – cũng là nguyên quán của tác giả). Lớn lên cùng với Ngạn là cô bạn hàng xóm có đôi mắt tuyệt đẹp tên là Hà Lan. Tuổi thơ của Ngạn và Hà Lan gắn bó với bao nhiêu kỉ niệm cùng đồi sim, đánh trống trường... Tình bạn trẻ thơ dần dần biến thành tình yêu thầm lặng của Ngạn dành cho Hà Lan. Đến khi lớn hơn một chút, cả hai phải rời làng ra thành phố để tiếp tục học. Trong khi tấm lòng của Ngạn luôn hướng về Hà Lan và về làng, thì Hà Lan không cưỡng lại được cám dỗ của cuộc sống xa hoa nơi đô thị và ngã vào vòng tay của Dũng. Việc Hà Lan ngã vào vòng tay Dũng, một thanh niên nhà giàu, sành điệu, giỏi võ nhưng rất thiếu đúng đắn đã làm cho Ngạn đau khổ rất nhiều vì điều Ngạn cần là hạnh phúc của Hà Lan.
Mỗi khi Dũng làm Hà Lan tổn thương cô lại tìm đến Ngạn để tâm sự, điều đó lại càng làm cho Ngạn buồn thêm. Có lần Ngạn đã đánh nhau với Dũng vì đã làm khổ Hà Lan, và tất nhiên là anh đã bị đánh tơi tả. Dù vậy, điều đó đã không làm cho Ngạn bớt đi tính anh hùng, sẵn sàng bảo vệ Hà Lan mỗi khi cô gặp nạn. Cũng từ đó những cảm xúc mỗi khi Hà Lan tìm đến Ngạn để giãi bày niềm tâm sự giảm bớt đi.
Hà Lan mang thai, nhưng bị Dũng ruồng bỏ để làm đám cưới với Bích Hoàng. Cô đành gửi con về cho bà ngoại chăm sóc và đặt tên là Trà Long. Tuy hiểu rõ tình yêu của Ngạn dành cho mình, Hà Lan vẫn không đáp lại vì cô hiểu rõ mình muốn sống theo một lối sống hoàn toàn khác với Ngạn. Bằng tình yêu của mình dành cho Hà Lan, Ngạn hết lòng yêu thương và chăm sóc cho Trà Long. Trà Long lớn lên trở thành cô giáo trường làng, và vô cùng yêu quý Ngạn. Trong khi ai cũng nghĩ rằng Trà Long sẽ là sự nối tiếp những gì mà Hà Lan đã bỏ dở trong đời Ngạn, thì Ngạn quyết định ra đi vì anh nhận ra rằng Trà Long chỉ là cái bóng của Hà Lan trong anh mà thôi.